# 江歌案
江歌案是一起於2016年11月3日凌晨發生於日本東京都中野区的兇殺案。當日，就讀於法政大学的中國大陸籍女研究生江歌被同爲中國國籍的男子陳世峰在寓所門前用刀刺死，同在案發現場的還有陳世峰的同學兼前女友、因与陳世峰分手后离开陈的住处搬到江歌住处成为江歌室友的劉鑫。案發2日後，江歌的母親江秋蓮在微博上披露了兇手陳世峰與劉鑫的關係；案發5日後，劉鑫对媒体称，江歌遇害時她沒看到凶手也不知凶手的任何线索，随后该事件吸引了中國大陸民眾的強烈關注。案发后逾半年，江秋莲在微博上公布了劉鑫及家人的個人信息，有法律界人士对媒体称，江秋莲在恳求见刘鑫一面被拒绝甚至消失之后，出于无奈以此经网络信息逼刘鑫出面及出庭作证。江秋莲还發起簽名徵集活動希冀通過請願敦促日本司法部門判處陳世峰死刑。
2017年11月，在案發一年後，訪談節目《局面》發佈了對江秋蓮和劉鑫的專訪，案件重新受到了中國國內輿論的巨大關注。公眾關注的焦點之一是劉鑫是否如江秋蓮所指，在案發時自己先行進入公寓並將門反鎖而使江歌無從逃生。此外，劉鑫在案發後逃避與江秋蓮見面，並在後者曝光其個人信息後威脅若不删除则不出庭作證，其母還曾對江秋蓮稱江歌是「命短」，而非為劉鑫而死，這些細節經《局面》報道後也使劉鑫及其家人在中國互聯網上遭到猛烈批評。事件引發了關於「網路暴力是否可以接受」、「輿論焦點是否應當更加關注真兇」等議題的討論。
2017年12月，陳世峰因涉嫌恐嚇罪和殺人罪在日本東京地方法院接受審判。该法院認定陳世峰兩項罪成，並判處其有期徒刑20年。
2018年10月15日，江秋蓮對劉鑫（后更名为刘暖曦）提出生命權糾紛起訴，案件於2019年10月28日正式立案；2022年1月10日由山東省青島市城陽區人民法院作出一審判決，判處被告劉鑫在江歌案中因有明显过错，应承担相应的民事赔偿责任，於10日內賠償原告江秋蓮经济损失费及精神損失費，同時承擔全部案件受理費。刘鑫随后提出上诉，山东省青岛市中级人民法院二审驳回上诉维持原判，刘鑫被强制执行付清了给江秋蓮的赔偿款，之后刘鑫向山东省高级人民法院申请再审，遂被该高级人民法院裁定驳回。

## 相关人物
- 陈世峰：兇手。男，1991年生于中国寧夏回族自治區吳忠市鹽池縣[16]，2013年毕业于中国华侨大学[17]，2016年入读日本大东文化大学研究生汉语研究科[18]。案發前居住在日本東京都板橋区高島平2丁目[19]。
- 江歌：遇害者。女，1992年生於中国山东省青岛市即墨市（今即墨区）[19]，2016年入读日本法政大学研究生[5]。
- 刘鑫：江歌室友，陳世峰的前任戀人。女，1992年生於中国山东省青岛市城阳区[19]，2016年入读日本大东文化大学研究生[5][20]，2019年更名爲劉暖曦[21]。
- 江秋莲：江歌母亲，山东省青岛市即墨區人[22]。

## 背景與案發经过
江歌於2015年4月赴日本留学，先入读语言学校“东京言语教育学院”学习日语，刘鑫亦在该校学习，同年11月刘鑫因故搬到江歌所在的学生宿舍，两人得知彼此为山东青岛同乡而成为好友，毕业后各自考上不同的大学就读研究生。江歌遇害前是日本法政大学的在读研究生，案發時租住在东京中野区的一处公寓。刘鑫与兇手陈世峰是大東文化大學的同學，於2016年4月確立戀愛關係，5月起開始同居，但不久後產生不和。劉鑫於9月離開與陳世峰在东京板橋區同居的公寓，向江歌求助，前往江歌在中野区的所租公寓與其合住。陳世峰之後對劉鑫多次跟蹤纠缠試圖復合，均被刘鑫拒绝。
2016年11月2日下午，陳世峰找到刘鑫与江歌同住的公寓，纠缠骚扰刘鑫，刘鑫未打开房门，用微信向外出的江歌求助，江歌提议报警，刘鑫忧她搬入江歌公寓合住在当地不合法而否定了江歌的报警提议，而请求江歌回来帮助解围。之后江歌返回公寓劝离了陈世峰，江歌回校上课，刘鑫则去餐馆打工。陳世峰尾隨劉鑫到其打工的餐馆，並在路上威脅劉與自己復合，刘鑫到餐馆后为摆脱陈的纠缠求助一名同事充当男友，陈世峰愤而离开，随后向刘鑫发送多条纠缠及威胁信息。當晚11時許，劉鑫向江歌發送微信。要江歌到東中野車站等候陪自己一同步行回家，但没有将事态的严重性和危险性告知江歌。江歌來到車站附近等候，期间还与在国内的母亲江秋莲微信语音通话，直到劉鑫抵達。次日（11月3日）凌晨0時15分左右，二人回到住處，进入公寓二楼过道，事先埋伏在楼上的陈世峰携刀冲至二楼，与走在后面的江歌遭遇并发生争执，走在前面的刘鑫先行進入房間并将房门锁闭（刘鑫还向门外的陈世峰喊“把门锁了，你不要闹了”），江歌无法进入自己的居住寓所，在走廊过道被陈世峰捅刺頸部等部位十余刀，陈世峰随后逃离；其間，刘鑫始終闭门留在室內，两次打電話報警，警察到達現場後处置，随后江歌被送往醫院，因左颈总动脉损伤失血過多而不治身亡。

## 案件偵查與庭審前準備
案发后第4日（2016年11月7日），東京警視廳以涉嫌恐嚇罪逮捕了陈世峰。次日，刘鑫对媒体称，江歌遇害时她沒看到凶手，也不知凶手的任何线索。在後續調查中，警方發現了陈世峰行兇的證據，於同月24日通报发布了对陈的殺人嫌疑逮捕令。12月14日，檢方以恐嚇罪和殺人罪对陈世峰提出正式起诉。案件其後定於2017年12月開庭審理。
在案發當月，江秋蓮委託了日本律師大江洋平作為代理律師處理訴訟事宜。但在開庭前一週，她在沒有對外透露詳細原因的情況下更換了代理律師。直到審判完結後，江秋蓮才在記者見面會上做出說明，稱更換律師是由於與原律師溝通不暢，而且原律師曾表示不能確認兇刀是否屬於陳世峰。
2017年8月14日，江秋蓮在微博等網路平台上發表文章，通過網路和郵寄方式徵集民眾簽名，呼籲日本司法部門對陳世峰判處死刑。同年11月，在開庭前夕，江秋蓮又前往東京，在池袋車站西口公園實地舉行了為期多日的簽名徵集活動。江秋蓮在案件開庭審理前共收集到了超過450萬份簽名。不過，包括江秋蓮時任代理律師在內的一些法律界人士認為，這一請願活動的效果可能有限，陳世峰被判處死刑的可能性不大。

## 輿論風波
2016年11月5日，案發兩天後，江秋蓮發佈微博，稱殺死江歌的兇手疑為劉鑫的前男友。這一消息吸引了中國網路輿論的關注，針對劉鑫的質疑聲音開始出現，有人指責其躲在房間內是見死不救，而江歌是為其「擋刀」而死。劉鑫認為江秋蓮的微博招致了網友對其的詆毀，並在私人通訊中對江秋蓮表示，她會拼死找到兇手，但在事件結束後將不再與其見面。11月11日，江歌的葬礼在日本举行，但刘鑫并没有出现。此後，劉鑫未遵守約定在江秋蓮再次赴日時为其接机。12月14日，陈世峰被正式起诉后，刘鑫不再回复江秋莲的任何问题。
2017年5月21日，在案發200天後，由於仍未與刘鑫见面且無法與其取得聯繫，江秋莲在微博上将刘鑫及其父母的姓名、照片、電話、身份證號碼等私人信息公諸於眾，試圖以此逼迫劉鑫露面；這條微博引發了大家對劉鑫的批評和謾罵。這條微博发布当天，劉鑫联系江秋莲，称其侵犯了她家人的隱私，要求江秋蓮將發佈的私人信息撤下，并于次日携父母约见江秋莲，但均未得到江秋蓮的同意。同年6月初，新浪因侵犯個人隱私為由刪除了含有劉鑫個人信息的文章，江秋蓮轉而將文章中的信息打印成了1000多份傳單，張貼在劉鑫的老家和青島市區內。
2017年8月，在江秋蓮開始徵集簽名請願判處陳世峰死刑之後，江秋蓮和劉鑫分別接受了澎湃新聞和《新京報》旗下訪談節目《局面》的採訪。但劉鑫後來表示，所謂採訪是江秋蓮與兩家媒體記者上門，同其短暫對話，並未徵得其同意。8月22日，劉鑫表示希望與江秋蓮見面，並解釋說，案發後她一直配合警方調查並受警方保護，因此只能在江歌葬礼外圍停留。同時，她擔心會面被媒體曝光，且與江秋蓮的對話可能被公開到網路上，所以當時選擇不見面。8月23日，在兩家媒體的協調下，劉鑫與江秋蓮見面，表達了悲傷和愧疚，但江秋蓮認為劉鑫並不真誠。
自案發起，劉鑫受到了來自中國民眾的大量批評和譴責。對劉鑫的質疑最初源於江秋蓮於2016年11月披露的劉鑫與陳世峰的前任情侶關係。2017年5月，在劉鑫及家人的個人信息被公開後，網路上出現了又一波對其的指責和謾罵。8月，江秋蓮的簽名徵集活動讓案件重新成為輿論焦點，針對劉鑫的謾罵也因此再度增加，劉鑫當時在青岛任教的日語學校還因此將其辭退。11月，《局面》對江秋蓮和劉鑫的專訪在網路上播出，在中國國內掀起巨大反響，也使案件中的一些疑點和細節回到公眾視野，例如劉鑫在陳世峰對江歌實施侵害時疑似反鎖房門、在事發近一年後始終拒絕與江秋蓮見面、在江秋蓮公佈其個人信息後曾威脅若不删除则不出庭作證、劉鑫母親還曾在電話中對江秋蓮稱江歌是「命短了」等，這使得民眾對劉鑫及家人「冷漠」「見死不救」的譴責聲音達到了高潮。有網民認為，儘管劉鑫遭受到的謾罵已經達到了網路暴力的程度，但鑑於其在此事中的所作所為，這樣的暴力是她應得的懲罰。
然而，也有聲音認為，在事實真相得到確認、責任得到認定之前，輿論對劉鑫的「道德審判」既缺乏理據，也有失公允。 陈岚在回应江秋莲投诉她长期造谣诽谤并引导网暴时称，江秋莲募集善款的金额巨大，从事高利贷等活动，江秋莲对此予以否认，并公开要求审计受捐善款。有人认为江秋莲通过炒作江歌案的方式谋取利益，但是江秋莲否认了这些说法并认为这些声音是对她本人的诽谤。日本《中文导报》副主编、日经新闻中文网专栏作家张石指出，相比中国媒体的广泛高度关注，日本媒体对案件着墨非常有限。他認為，本案只是一起涉及感情纠纷的普通杀人案件，对日本社会幾乎沒有造成冲击。中国公眾從对刘鑫的“道德审判”中獲得“替天行道”的快感，但日本人則认为刘鑫不但沒有法律責任，而且同為受害者之一，理應受到保护，而不是被曝光私人信息。

## 庭審與判決
「陳世峰恐嚇、殺人案」（案件編號）於2017年12月11日至18日（週末16、17兩日除外）在日本东京地方法院本厅426号和813號法庭採用裁判員制度进行初次审判，裁判長為家令和典。庭審流程如下：
| 日期                    | 内容                                               |
| ----------------------- | -------------------------------------------------- |
| 12月11日 （上午、下午） | 控辯雙方開庭陳述、檢方舉證、檢方證人法醫作證       |
| 12月12日 （上午、下午） | 檢方證人江秋蓮作證、檢方舉證                       |
| 12月13日 （上午、下午） | 辯方舉證、檢方證人劉鑫作證                         |
| 12月14日 （上午、下午） | 被告陈世峰作證                                     |
| 12月15日 （上午）       | 被告陈世峰作證、受害者家屬江秋蓮陳述心情           |
| 12月18日 （上午）       | 檢方求刑、江秋蓮發表參考人意見、辯方和被告最後陳述 |
| 12月20日 （下午）       | 宣判                                               |

在舉證質證環節中，檢方共出示30件證據並請三位證人出庭作證，辯方則出示13件證據，原計畫還會請一位證人作證，但該名證人在原定出庭的13日當天決定不出庭作證，只在庭審最後一天向法庭提交了一份書面陳述。
本案在開庭審理期間獲得了中國媒體的持續關注。鳳凰網和澎湃新聞對庭審進行了跟蹤報導，並發佈了每日庭審實錄。《局面》及其主持人王志安也在部分庭審日發佈了庭審實錄與總結分析。

### 12月11日：庭審第一日
在首日上午的庭審中，陳世峰對其被控的恐嚇罪表示認罪，但不認同殺人罪的指控。儘管檢方稱殺害江歌用的水果刀是來自於陳世峰在大學的研究室，但辯方律師陳述，刀是劉鑫從室內遞給江歌的，而陳世峰在與江歌爭搶刀具時誤刺了江歌頸部，造成了後者的致命傷。雖然陳世峰其後又故意連續刺了江歌約十刀（辯方稱他這樣做是因為害怕家裡需要擔負江的醫藥費），但辯方認為這些刺傷與江歌的死亡沒有直接關聯，因此陳應屬殺人未遂。控辯雙方對陳世峰在案發當夜來到江歌住處前是否已經蓄謀殺人也產生了分歧：檢方認為陳早有預謀，原因是他前往江歌住處時沒有使用自己的交通卡乘搭地鐵，也沒有使用離家最近的地鐵站，而且隨身攜帶了換洗衣物，並在殺害江歌後更換了身上的衣服才回家；辯方則稱案發當天陳世峰是要去自助洗衣房洗衣，因此攜帶衣物離家，一路尋找洗衣房，最終到達了離家較遠的地鐵站。
辯方描述的案發當日大致經過如下：陳世峰想要同江歌單獨討論與劉鑫的感情糾紛，於是在案發當晚前去江歌住處。劉鑫與江歌同行回到住處後，陳世峰本打算自行離開，但看到劉鑫先進入公寓房間，於是決定去找江歌。陳世峰拍了江歌的肩膀，後者受驚而叫出聲，被劉鑫聽到，陳世峰情急之下捂住江歌的嘴，試圖將其拖離公寓門口。劉鑫從屋內遞給江歌一把水果刀後將門反鎖，且沒有在江歌按響門鈴後為其開門。江歌轉而用刀刺向陳世峰，二人因奪刀產生肢體衝突，最終使得陳世峰將江歌殺死。
辯方律師還指出，日本警方提供的劉鑫報警錄音開頭清楚地錄下了劉用漢語說的一句「把门锁了，你不要骂了」；這一情況如果屬實，則說明劉鑫在案發時知道行兇者的身份，並且確實在室內將門反鎖，與她此前在接受《局面》採訪時所作的自己沒有鎖門、也不知道外面是陳世峰的陳述相矛盾。
在下午的庭審上，為江歌進行屍檢的法醫證實，江的頸部被刺超過十次，其中部分傷口是多次被刺入；她的手上也有五至六處防禦性傷口。法醫還稱，江歌的致命傷是從右頸刺入，深達6.5至8厘米，導致了左總頸動脈和氣管的破裂，且並非由一刀造成，而是被反覆刺入兩次，這與辯方律師的主張並不相符。

### 12月12日：庭審第二日
上午的庭审中，江秋莲作為检方證人出庭作證。在质询中，江秋蓮描述了在平時及案發當日與江歌的微信聊天內容。案發當天下午，在江歌、劉鑫與陳世峰發生争执後，江歌曾在微信中向江秋蓮提及事件經過，江秋蓮提醒江歌要提防陳世峰，但江歌相信日本警方可以為她提供足夠的保護，也認為二人不會發生言語之外的衝突。案發前不久，在江歌於東中野站附近等候劉鑫時，母女二人也保持通話，直至劉鑫抵達車站。
下午檢方繼續舉證，證物中包括劉鑫的口供。劉鑫供述了與陳世峰由確立戀愛關係至分手的全過程，並稱在與陳世峰分手後多次受到陳的跟蹤和纏擾。檢方也出示了陳世峰發給劉鑫的恐嚇照片，照片中劉鑫只穿著內衣；陳世峰在案發當日下午曾對劉鑫稱，如果劉鑫不與其復合，就會將這些半裸照片擴散出去。
檢方在庭上播放了刘鑫报警时的電話录音，劉鑫在錄音開頭用中文說道“把门锁了，你不要骂了”，在接線員詢問其是否已經鎖門時也給出了肯定回答，印證了辯方律師在庭審首日做出的陳述。
检方出示了與兇器水果刀相關的證據。陳世峰在大東文化大學的研究室導師在口供中稱，他於2011年在百元店購買了同樣的水果刀，但案發後發現刀具已經消失。研究室的鑰匙外借紀錄顯示，陳世峰在案發當日上午曾進入研究室，而警方在案發後在研究室裡發現了與兇器相符的塑料外包裝盒。

### 12月13日：庭审第三日
第三日上午的庭審僅持續了不足20分鐘即告休庭，原因是辯方唯一的證人、一位曾請陳世峰做中文老師的七旬日本婦人決定不出庭作證。辯方在短暫的庭審中進行了舉證，證據包括陳世峰案發前用iPhone搜索「洗衣」（クリーニング）的記錄、證明陳世峰離開案發現場後身上沒有攜帶足夠現金的證據、陳世峰父親所寫的道歉信等。
下午，劉鑫作為檢方證人出庭作證，不過她沒有在法庭上露面，而是在法院的另一間房間通過視像直播作證，其視像對法官和控辯雙方可見，而旁聽席只能聽到其聲音。劉鑫的法律顧問此前曾表示，做出這樣的安排是因為劉鑫「抑鬱症很嚴重」，擔心她出庭時「崩潰」。在證詞中，劉鑫否認曾將門反鎖，也否認兇器水果刀是自己遞給江歌的，並聲稱報警電話錄音開頭的「把門鎖了，你不要罵了」實為「怎麼把門鎖了，你不要鬧了」（即「怎麼」二字在電話接通時未被錄音捕捉到，而「鬧」字被誤聽）。檢方、辯方和法官都問及了她在案發時對門外情況的判斷，包括是否有聽到門鈴聲和慘叫聲、如果不清楚現場情況為何選擇報警、報警時為何稱江歌被襲擊、為何突然尖聲高喊「拜託了」等。劉鑫對這些問題作出了相似的回應，稱自己只聽到了門外「啊」的一聲尖叫，此外並沒有看到和聽到任何其他內容，也不清楚外面的情況，在報警時關於江歌「有危險」、「被襲擊」的描述都來自於自己對當時情況的想像，報稱情況危急是為了讓警方盡快出警。在此之外，對於事發經過，劉鑫給出了與之前接受《局面》等媒體採訪時基本相同的描述，稱自己先於江歌進門是因為來例假，急於換褲子，而留在室內是因為門第一次被推開時隨即被外力撞回，之後則再無法推開。

### 12月14日：庭审第四日
當日的庭審中，陳世峰接受了控辯雙方及法官的質詢。對於案發經過，他給出了與辯方律師的開庭陳述基本一致的表述，供稱兇器是劉鑫在反鎖屋門前遞給江歌用來防禦的，而他是在江歌持刀攻擊他時試圖從江歌手中奪刀而誤殺了她。檢方則繼續就陳世峰當天前往江歌住處的動機進行質詢。檢方認為，諸多跡象都表明陳世峰當日出發前已蓄謀殺人，包括他攜帶換洗衣物、換上紅色鞋子（為掩蓋血跡）、佩戴帽子和口罩、沒有戴眼鏡、乘地鐵時從離家較遠的站點出發、沒有使用個人交通卡、購買威士忌並在作案前飲用（用於壯膽）等。陳世峰對檢方的這些質詢也維持了和開庭陳述相同的回應，表示自己是出門洗衣，並想和江歌飲酒，共同商討與劉鑫的感情問題。
儘管陳世峰對問題的回應總體上忠於辯方律師此前的說法，但他依然在多處修改了之前的口供。例如，在檢方問及為何東中野車站到江歌住處只有十分鐘路程，他卻用時約四十分鐘走完全程時，他首次表示在路上接到了母親的電話。他還首次供述曾在江歌住處的冰箱裡發現了威士忌，並從劉鑫口中得知這是江歌平時飲用的酒。此外，陳世峰在最初的口供中稱他刺傷江歌的致命第一刀是從其頸部左側刺入，但在當日改口稱這一刀是從右側刺入；檢方認為他修改證詞是因為讀過了警方的調查報告，或是在庭審首日聽到了法醫關於江歌致命傷的證言，意識到其最初的口供與事實不符。
陳世峰在接受質詢期間對江歌和江秋蓮表示了歉意，並在道歉時當庭大哭。他表示自己在被關押期間寫了很多道歉信，但最終還是希望親自道歉，因此沒有在開庭前將道歉信交給江秋蓮。

### 12月15日：庭审第五日
第五日的庭審只在上午進行。庭上，陳世峰繼續就行兇過程和事後經過接受質詢，供述了掩埋兇器及丟棄血衣的過程。他再一次表示了歉意和悔意，稱自己一直想向江秋蓮道歉，但被自己的律師以時機不當為由阻止；他也曾向江歌家屬提供經濟賠償，但沒有被接受；他還表示，願意「搭上自己這條命」謝罪。在陳世峰聲稱願意盡一切力量謝罪後，情緒激動的江秋莲突然晕倒，法庭因此臨時休庭。
在陳世峰結束作證後，江秋蓮以受害者母親的身份，以書面形式陳述了自己的心情。她認為陳世峰作案手段殘忍，銷毀證據性質惡劣，庭審時證詞作假，道歉屬表演性質而缺乏誠意。在作結時，江秋蓮稱自己的請願活動共徵集到451萬份簽名。她希望法庭以此為參考，判處陳世峰死刑。

### 12月18日：庭审第六日
當日的庭審進入了最後環節。辯方首先向法庭提交了原定於13日出席的證人的書面陳述，其中對陳世峰的品行和人格給予了正面評價。檢方進行了求刑論告，認為陳世峰殺人故意明顯、犯案性質惡劣、後果嚴重，且毫無悔改之意，因此請求判處其20年有期徒刑。這一求刑是檢方參考以往判例而做出的，比類似判例中的最重刑罰還要重。江秋蓮以書面形式陳述了參考意見，繼續以陳世峰行為惡劣和案件社會影響巨大為由，請求判處陳世峰死刑。
辯方律師進行了最後陳述，再次強調陳世峰是殺人未遂且沒有預謀，並希望法庭不要讓中國國內輿論影響日本司法獨立。庭審最後，被告陳世峰進行了最後陳述，對劉鑫、江歌、江秋蓮及日本和中國的民眾表達了歉意，並對江秋蓮跪地叩頭謝罪。

### 12月20日：判決
2017年12月20日下午三時，陳世峰恐嚇、殺人案在東京地方法院進行了宣判。法官和裁判員經合議後，裁定陳世峰被控的兩項罪成。法官認為，陳世峰殺人前進行了預謀，行兇過程中殺意明顯，且事後毫無悔意，決定不予採納辯方律師的辯護意見，判處陳世峰有期徒刑20年。

## 後續發展
在陳世峰案宣判當日，江秋莲举行了记者招待会，表示無法接受陳世峰未獲死刑的判決結果。她同時宣布將在回国后對刘鑫提起訴訟，追究其在江歌遇害案中的責任。
同日，刘鑫在微博發布文章，具體讲述案发后的个人经历。
陈世峰在宣判後的12月22日對一審判決提出了上诉，但於同月29日將上訴撤回，原判決因此正式生效。
而在江歌案宣判后的当日，一中国大陆网民谭斌通过其新浪微博账号“Posh-Bin”，发布系列与江歌案有关的文章及漫画。江秋莲认为上述漫画和文章对江歌及其本人构成侮辱、诽谤，遂以谭斌犯侮辱罪、诽谤罪向上海普陀法院提起诉讼。上海普陀法院对谭斌以侮辱罪判处有期徒刑一年，以诽谤罪判处有期徒刑九个月。两罪并罚，决定执行有期徒刑一年六个月。一审宣判后，自诉人江秋莲、被告人谭斌双双向上海二中院提出上诉。2020年10月17日，上海二中院裁定驳回江秋莲、谭斌的上诉，维持原判。
2023年4月17日，福建省建瓯市人民法院不公开开庭审理江秋莲自诉林某侮辱、诽谤案，以侮辱罪、诽谤罪，数罪并罚，判处被告人林某有期徒刑二年三个月。法院提供的信息显示，江歌案宣判后，林某通过其新浪微博账号“独狼独语4”等，发布系列与江歌案有关的博文。江秋莲认为上述博文对江歌及其本人构成侮辱、诽谤，遂以林某犯侮辱罪、诽谤罪向建瓯法院提起刑事自诉。

### 江秋莲诉刘鑫（刘暖曦）生命权纠纷案
2018年10月15日晚，江秋莲发布微博宣布对刘鑫提出生命权纠纷起诉，案件于2019年10月28日立案。为了能够收集证据起诉刘鑫，江秋莲四次前往日本取证，并与黄乐平律师的亲属朋友及精通日语的林韵律师一同完成证据的翻译梳理分析。另一方面，刘鑫改名刘暖曦，并且拥有32万粉丝的认证微博，获得5万多元的打赏。2019年12月22日，新浪微博以刘暖曦消费并攻击江歌家属為由，将刘暖曦账号封禁。
2020年6月5日，江秋莲起诉刘暖曦生命权纠纷一案在青岛市城阳区人民法院召开庭前会议。2021年4月15日，案件開庭審理。经历4小時的审判，審判長宣布休庭，當日不作當庭宣判，擇期宣判。案件原定于12月31日上午在青岛市城阳区人民法院开庭宣判，但30日因审判长（院长）突发疾病，开庭宣判暂时取消。
2022年1月10日，山东省青岛市城阳区人民法院作出一审判决，认定在江歌被杀案中，刘鑫（刘暖曦）“作为江歌的好友和被救助者，对于由其引入的侵害危险，没有如实向江歌进行告知和提醒，在面临陈世峰不法侵害的紧迫危险之时，为求自保而置他人的生命安全于不顾，将江歌阻挡在自己居所门外被杀害，具有明显过错，应当承担相应的民事赔偿责任”；另外，“江歌在救助刘暖曦的过程中遇害，江秋莲失去爱女，因此遭受了巨大伤痛，后续又为赴国外处理后事而奔波劳碌”，而刘暖曦在事发后发表刺激性言论，进一步伤害了江歌母亲江秋莲的情感，依法应承担精神损害赔偿责任；判处被告刘暖曦于判决生效之日起十日内赔偿原告江秋莲各项经济损失496,000元及精神损害抚慰金200,000元，并承担全部案件受理费用。江秋莲表示接受法院對刘暖曦的判決，而對於凶犯陈世峰，将於2037年在其日本服刑结束回中国后，按中国法律对其继续提起诉讼。
2022年1月24日，刘暖曦通过代理律师胡贵云表示，刘暖曦已经提出上诉。刘暖曦认为，一审判决认定事实证据不足、适用法律错误，请求二审法院将本案发回重审或依法改判为驳回被上诉人的全部诉讼请求。江秋莲表示对刘的上诉并不意外，这是刘的合法权利，会依法应诉。
2022年2月16日，江秋莲诉刘暖曦一案在青岛市中级人民法院二审开庭审理。江秋莲因身体原因没有出庭，其代理律师黄乐平、李婧出庭，刘暖曦与代理律师胡贵云出庭。双方就一些焦点问题进行了质证。刘暖曦承认曾向江秋莲发“阖家团圆，新年快乐”等信息，但称并无恶意。庭审持续了四个小时，审判长宣布休庭，择期宣判。一名韩姓女士开庭前申请为刘暖曦出庭作证，但法庭认为其证词与案件无关联，驳回了她的申请。庭审后，刘暖曦为韩女士发声召开媒体见面会。刘暖曦表示，自己不是一直要逃避，只是不想被人践踏；韩女士称原本要指证江秋莲长期侵犯刘暖曦及其家人、故意误导和欺骗案情关键信息、非法组织网友网暴刘暖曦及其家人。江秋莲回应称，自己曾经接受这位韩女士的帮助，但发现她只是借此炒作自己，“这是一场人命官司，不是谁作秀的剧场。如果我有违法犯罪，自有法律制裁我。”
2022年12月30日，山东省青岛市中级人民法院对江秋莲与刘鑫生命权纠纷案作出二审判决，驳回劉鑫上诉，维持原判；认定一审判决刘鑫赔偿江秋莲各项经济损失49.6万元加精神损害抚慰金20万元符合该案实际，二审案件受理费10,760元人民币亦由上诉人刘鑫负担。判决公布后，刘鑫在个人微博发表打赏文章以图众筹近70万赔偿款；刘鑫称截至关闭打赏功能时的2023年1月3日晚10点，已经有722名网友打赏2.56万元；有律师称刘鑫此举不尊重法院判决，有违公序良俗，违反了《中华人民共和国民法典》第八条。江秋莲针对刘鑫此举向新浪微博投訴。次日，刘鑫的微博账号被微博平台永久封禁并限制提现。2023年1月10日中午，江秋莲表示，她当天询问城阳区法院是否收到刘鑫的赔偿款，法院回复称经查询显示暂未收到，江秋莲已经向法院提交了强制执行的申请。1月11日，刘鑫被列为被执行人，执行标的71.9365万元。1月16日，青岛市城阳区法院对刘鑫发布限制消费令。另外曾在该案二审期间向法院申请出庭作证被依法驳回的刘鑫的证人韩素，近日因号召网友给城阳区法院执行庭账户打款，被微博永久禁言。1月20日，江秋莲发布消息称，其已收到法院转来的执行款5.05万元。
2023年6月1日，江秋莲发文表示，刘鑫侵犯江歌生命权赔偿款共计69.6万元经法院4次强制执行后，全部到位。江秋莲表示将联系有关机构捐出这笔赔偿款。
2023年6月13日，江秋莲在微博发文，称收到山东省高级人民法院应诉通知书，內容為刘鑫不服山东省青岛市中级人民法院于2022年12月30日作出的二审判决，向山东省高级人民法院申请再审，該院已立案审查。2024年2月2日江秋莲收到山东省高级人民法院的民事裁定书，该高级人民法院依据最高人民法院有关适用民事诉讼法的解释的有关规定，裁定驳回刘鑫（刘暖曦）的再审申请。

### 江秋莲投诉刘暖曦（刘鑫）代理律师炒作案件
2022年7月11日，江秋莲向北京市律师协会、北京市海淀区司法局投诉生命权纠纷案中担任被告人刘暖曦（刘鑫）的代理律师北京市安通律师事务所胡贵云律师，指控胡贵云律师违规披露案情、炒作案件、影响案件正常审理等；称"二审审理期间，胡贵云伙同当事人刘暖曦，利用网络大肆炒作，对江秋莲和逝者江歌进行了一系列侮辱毁谤的恶意攻击，并撺掇上千名支持者在网络上攻击青岛市中级人民法院及江秋莲的代理律师，企图误导大众质疑司法不公，意图左右二审判决结果。胡贵云还违法搜集江秋莲个人的隐私信息，其所作所为不仅对江秋莲造成了巨大的精神伤害，更严重损害了司法机关的声誉与正常的社会秩序"。
2024年2月29日，北京市律师协会作出《处分决定书》，认定胡贵云律师存在违规炒作案件行为，决定依据《律师协会会员违规行为处分规则（试行）》有关规定，给予胡贵云律师公开谴责的行业纪律处分，给予北京市安通律师事务所警告的行业纪律处分。

### 江秋莲投诉作家陈岚造谣
2022年3月10日，江秋莲在新浪微博公开投诉作家陈岚对其长期进行造谣、诽谤、侮辱，引导其他网民对其进行围攻及网络暴力。据江秋莲所述，陈岚于2017年下半年开始以“为刘暖曦正名”的名义对她发起持续的攻击，称她运用江歌的微信账号“老姜”自导自演、使用网友捐款购买300多次热搜，称江秋莲赢得一审判决是用舆论影响了司法；江秋莲指责陈岚引导网民到负责二审的青岛市中级人民法院官方微博下进行网络围攻。针对陈岚质疑捐款来源及用途，江秋莲在接受《潇湘晨报》采访时自己仅在2017年3月发起过一次筹款，相关善款全部用于往返中日两国打官司。
2024年9月23日，江秋莲诉陈岚犯诽谤罪一案被北京市海淀区人民法院驳回。

### 江歌遺體照片疑似洩露
2022年11月，江秋蓮發現江歌遺體局部照片疑遭洩露。11月9日，江秋蓮表示已報警。

### 江秋蓮被质疑举报 官方调查通报结果
2024年10月，前記者「理記」（本名张洋）在微博發文，称江秋蓮偽造單親母親角色，以此騙取高達幾千萬的捐款，而實質上有多段婚姻，還育有一個兒子；另外，「理記」還向青島政府實名舉報江秋蓮，指她於2007年夥同即墨市環秀街道王家官村黨委書記兼村主任王兆傑詐騙五保戶黃某福遺產宅基地和地面附屬物。上游新闻记者对此追踪和采访，联系“理记”时只收到提前设置的自动回复，河南某律师事务所主任付建认为，“理记”的质疑已超出正常举报范畴，公民如果发现问题或需投诉，应向公安机关、检察机关或行政部门等正规渠道投诉，依靠法律程序解决；另外举报时要提供确凿证据，否则证据不足会导致误解甚至诽谤。
针对所反映的质疑和举报的有关问题，青岛市即墨区政府於前期成立联合调查组，依法依规深入开展了调查。2025年2月13日，即墨区官方微信公众号发布情况通报，通报内容第一：反映江秋莲求助捐款涉嫌诈骗与事实不符；第二：江秋莲名下关联企业及涉税问题，未发现涉税问题线；第三：江秋莲未使用POS机代刷套现；第四：江秋莲系按政策获得两套王家官庄村回迁房，调查过程中发现在上述土地流转使用过程中，王家官庄村时任党支部书记、村委委员、村委工作人员等人存在履职不到位问题，将依规依纪依法作出处理；第五：反映江秋莲侵占“五保户”黄某显宅基地及地上附属物之问题不属实，反映江秋莲另育有一子与事实不符，经查系2007年时任王家官庄村村委会主任王某杰与其妻子张某云违反当时计划生育政策借用江秋莲身份证，住院生育一子，该子落户江秋莲名下但实际一直跟随王某杰和张某云生活，对王某杰存违纪、张某云借用江某莲身份证生育行为等问题或立案审查或依法调查处理；第六：王某杰为职业放贷人问题，网传有关的图片不是法院查明确认的事实，有关诉讼及上诉已驳回、维持原判。